# Carretera Federal 54D
La Carretera Federal 54 es una Autopista de cuota que recorre los estados de Colima y Jalisco, inicia en la comunidad de El Trapiche a 8 km de Colima donde se integra a la Carretera Federal 54 y termina en  Acatlán de Juárez donde entronca con la Carretera Federal 80 y la Carretera Federal 15, tiene una longitud total de 147 km.
Las autopistas y carreteras de acceso restringido son parte de la red federal de carreteras y se identifican mediante el uso de la letra “D” añadida al final del número de carretera.

## Trayecto

### Colima
Longitud = 18 km
- El Trapiche - Carretera Federal 54

### Jalisco
Longitud = 133 km
- Atenquique - Carretera Federal 54
- Ciudad Guzmán
- Atoyac (Jalisco)
- Acatlán de Juárez - Carretera Federal 15 y Carretera Federal 80